# Creu de terme del Padró (Sant Cugat Sesgarrigues)
La creu de terme del Padró és una creu de terme de Sant Cugat Sesgarrigues (Alt Penedès) situada a la carretera BV-2429, al començament del carrer Padró. Està inclosa a l'Inventari del Patrimoni Arquitectònic de Catalunya.

## Descripció
És un element format per una doble base concèntrica feta amb carreus de pedra quadrangulars i triangulars disposats de manera que configuren un polígon. A la part central d'aquesta base s'aixeca el sòcol de la creu, una peanya octogonal motllurada que sosté el fust també vuitavat rematat per un capitell motllurat. Al capdamunt, la creu de tipus grec, presenta els braços treballats amb extrems en flor de lis. A la zona de la creuera hi ha l'anagrama de Jesús a un costat i, a l'altre, la inscripció: "Recuerdo de la Santa Misión 1940".
La creu es troba dintre d'una parcel·la de pocs metres quadrats enjardinada. Enmig hi ha un mosaic de rajoles ceràmiques que conté un escrit poètic dedicat a la Creu del Padró signada per Pere Forns.